# КПП-5 (скріплення)
КПП-5 — це скріплення, яке тримає рейку до шпали, без залізної підкладки. І складає основне скріплення, яке використовувалось протягом останніх 4 років.
ТУ У 35.2-30268559-118:2009
Скріплення проміжне пружне типу КПП-5 призначене для використання на прямих ділянках безстикових залізничних колій та криволінійних ділянках з радіусом не менше 350 м. Середній ресурс надійності становить 500 млн т брутто пропущеного вантажу. Укладається в колію з рейками типу Р65, Р50 або подібними європейського типу на залізобетонні шпали.
Скріплення складається з анкера закладного АЗ-2 в який кріпиться клема пружна типу КП-5.2 яка забезпечує постійне притиснення рейки до шпали. Між клемою та рейкою встановлюється ізоляційна прокладка ВІП-65.1 (ВІП-65.1-С).
Для електричної ізоляції підошви рейки від залізобетонної шпали та зниження динамічних навантажень від рухомого складу встановлюють прокладку підрейкову ПРП-2.1. Система менеджменту якості сертифікована органом з сертифікації в системі TUV NORD CERT (Німеччина)

## Анкери закладні АЗ-2
ТУ У 35.2-30268559-070:2007
Анкери закладні АЗ-2;АЗ-2.К виготовляються методом відливання з високоміцного чавуну. Є складовою частиною проміжних пружних скріплень типів КПП-5; КПП-5М; КПП-5-К. На анкери встановлюються пружні клеми КП-5.2 та КП-5.4.

## Прокладки ізоляційні підпружні з термопластів ВІП-65.1
ТУ У 35.2-30268559-049:2007
Прокладки ізоляційні підпружні ВІП-65.1 і ВІП-65.1-С для рейок типу Р65 і скріплення проміжного типу КПП-5 а також ВІ-М для скріплення проміжного, типу КПП-5М виготовляються з термопластичної пластмаси (поліаміду). Прокладки ВІП-65.1 укладаються на рейки Р65 скріплення КПП-5, а прокладки ВІ-М в скріплення КПП-5М. Прокладки ВІП-65.1-С укладаються на стиках на рейки Р65. Призначені для електричної ізоляції закладних деталей в залізобетонних шпалах рейкових скріплень колії.

## Клеми пружні типу КП-5.2 проміжного скріплення типу КПП-5
ТУ У 35.2-30268559-039:2007
Клеми пружні типу КП-5.2; КП-5.4 виготовляються з круглого сталевого прокату Ø16 мм. Клема пружна КП-5.2 є складовою частиною проміжного скріплення типу КПП-5; КПП-5-К а клема пружна КП-5.4 є складовою частиною проміжного скріплення типу КПП-5М рейок типу Р65 , де застосовуються ці скріплення. На одну шпалу встановлюють чотири клеми одного типу, які забезпечують постійне пружне притиснення рейки до шпали. Монтаж та демонтаж клем виконують з використанням спеціального універсального ключа.

### Виготовлення та фарбування
Клема пружна виготовляється з каліброваного круглого прокату діаметром 16 мм за ГОСТ 7417-79 класу точності В зі сталі марок 60С2А або 55С2А за ГОСТ14959-79.За взаємною згодою між замовником і розробником допускається виготовлення клеми пружної зі сталі інших марок, при цьому технічні характеристики клем повинні відповідати вимогам ТУ У 35.2-30268559-039-2002.
Клема пружна повинна бути пофарбована сірою емаллю ХВ-110 за ГОСТ18374-79.На вимогу замовника на поверхню клеми пружної можна наносити цинкове або інше антикорозійне покриття.
Клема пружна повинна мати твердість 42….46 HRC. Коливання твердості в різних точках на поверхні клеми повинне становити від 2 до 4 одиниць HRC.

## Прокладки підрейкові типу ПРП
ТУ У 35.2-30268559-080:2007
Прокладка підрейкова ПРП-2.5 для рейок типу Р50, прокладка підрейкова ПРП-2.1 для рейок типу Р65 з пружним скріпленням виготовляється з термопластичного поліуретану. Призначена для електричної ізоляції підошви рейки від залізобетонної шпали, зниження динамічних навантажень від рухомого складу на залізобетонні шпали.

## І ще один факт з КПП-5
На поверхні клеми пружної не допускаються тріщини, різкі западини, риски, що помітні неозброєним оком, на кінцях клеми-задирки. Макроструктура сталі не повинна мати слідів усадочних раковин, пузирів, тріщин і неметалевих вкраплень, які можна спостерігати неозброєним оком.
На поверхні клеми пружної допускається наявність відбитків і вм'ятин від згинального інструменту величиною до 0,5 мм.
Гарантійний термін експлуатації клем — п'ять років.

## Джерело
- офіційний сайт корпорації КРТ [Архівовано 10 лютого 2012 у Wayback Machine.]
- Старокостянтинівський завод ЗБШ [Архівовано 18 квітня 2012 у Wayback Machine.]